# 상무대로
상무대로(Sangmu-daero)는 광주광역시 광산구 월전동송정1교삼거리 와 북구 임동 임동오거리를 잇는 광주광역시의 도로이다.

## 주요 경유지
광주광역시
- 광산구 (월전동 . 도산동 . 송정동 . 어룡동 . 신흥동) -서구 (서창동 . 상무동 . 화정동 . 농성동 . 양동) - 북구 (임동)

## 노선
| 이름                                      | 접속 노선                     | 소재지     | 소재지                              | 소재지                             | 비고 |
| ----------------------------------------- | ----------------------------- | ---------- | ----------------------------------- | ---------------------------------- | ---- |
| 송정1교삼거리                             | 동곡로                        | 광주광역시 | 광산구                              | 월전동                             |      |
| 송정1교                                   |                               | 광주광역시 | 광산구                              | 도산동                             |      |
| 도산역 교차로                             |                               | 광주광역시 | 광산구                              | 송정동                             |      |
| 광주송정역 교차로                         | 송정로                        | 광주광역시 | 광산구                              | 송정동                             |      |
| 영광통사거리                              | 어등대로                      | 광주광역시 | 광산구                              | 어룡동                             |      |
| 송도로입구 교차로                         | 송도로                        | 광주광역시 | 광산구                              | 신흥동                             |      |
| 공항역 교차로                             | 상무대로419번길               | 광주광역시 | 광산구                              | 신흥동                             |      |
| 극락교                                    |                               | 광주광역시 | 광산구                              | 신흥동                             |      |
|                                           | 서구                          | 광주광역시 | 서창동                              |                                    |      |
| 극락교 교차로                             | 서구                          | 광주광역시 | 서창동                              | 천변좌하로                         |      |
| 서창 교차로                               | 서구                          | 광주광역시 | 서창동                              | 제2순환로                          |      |
| 김대중컨벤션센터역교차로                  | 서구                          | 광주광역시 | 서창동                              | 광주광역시도 제75호선 (상무누리로) |      |
| 상무대로입구 교차로                       | 서구                          | 광주광역시 | 서창동                              | 광주광역시도 제73호선 (상무공원로) |      |
| 상무역 교차로                             | 서구                          | 광주광역시 | 서창동                              | 광주광역시도 제73호선 (상무중앙로) |      |
| 상무지구입구 교차로                       | 서구                          | 광주광역시 | 광주광역시도 제62호선 (운천로)      | 상무동                             |      |
| 호남대 교차로                             | 서구                          | 광주광역시 | 상무대로911번길                     | 상무동                             |      |
| 쌍촌역 교차로                             | 서구                          | 광주광역시 | 광주광역시도 제32호선 (월드컵4강로) | 상무동                             |      |
| 화정역 교차로                             | 서구                          | 광주광역시 | 광주광역시도 제95호선 (화운로)      | 화정동                             |      |
| 농성 교차로 (농소지하차도)                | 서구                          | 광주광역시 | 국도 제1호선 (죽봉대로) (대남대로)  | 화정동                             |      |
| 공무원연금공단앞 교차로 (상록공원 교차로) | 서구                          | 광주광역시 | 광주광역시도 제8호선 (경열로)       | 농성동                             |      |
| (이름없음)                                | 서구                          | 광주광역시 | 월산로                              | 농성동                             |      |
| 양동교                                    |                               | 광주광역시 | 북구                                | 임동                               |      |
| 임동오거리                                | 광주광역시도 제2호선 (금남로) | 광주광역시 | 북구                                | 임동                               |      |
| 자동차로와 직결 태봉로 와 직결            |                               |            |                                     |                                    |      |

## 주요 건물 및 시설
- 송정서초등학교 (광주광역시 광산구 도산동 상무대로 114)
- 광주은행 송정지점 (광주광역시 광산구 송정동 상무대로 198)
- 광주송정역 (광주광역시 광산구 송정동 상무대로 201)
- 세븐일레븐 광주송정대로점 (광주광역시 광산구 송정동 상무대로 211)
- KT광주송정빌딩 (광주광역시 광산구 송정동 상무대로 268)
- 광주소프트웨어마이스터고등학교 (광주광역시 광산구 송정동 상무대로 312)
- 쉐보레 광산바로서비스 (광주광역시 광산구 신흥동 상무대로 326)
- 롯데하이마트 광주송정점 (광주광역시 광산구 신흥동 상무대로 338)
- S-OIL 슈퍼그린주유소 (광주광역시 광산구 신흥동 상무대로 372)
- SK에너지 이칠주유소 (광주광역시 광산구 신흥동 상무대로 378)
- E1신공항LPG충전소 (광주광역시 광산구 신흥동 상무대로 404)
- 타이어프로 광주공항점 (광주광역시 광산구 신흥동 상무대로 409)
- GS25광주공항역점 (광주광역시 광산구 신흥동 상무대로 411)
- SK에너지 행복충전 공항LPG충전소 (광주광역시 광산구 신흥동 상무대로 441)
- E1 오렌지LPG충전소 (광주광역시 광산구 신흥동 상무대로 467)
- GS칼텍스 영진에너지충전소 (광주광역시 광산구 우산동 상무대로 483)
- S-OIL 차사랑주유소 (광주광역시 광산구 우산동 상무대로 561)
- GS칼텍스 벽진셀프주유소 (광주광역시 광산구 서창동 상무대로 483)
- 투썸플레이스 광주마륵DT점 (광주광역시 광산구 서창동 상무대로 632)
- GS칼텍스스카이주유소 (광주광역시 광산구 서창동 상무대로 655)
- HD현대오일뱅크 공항가는길주유소 (광주광역시 광산구 서창동 상무대로 699)
- S-OIL컨벤션주유소 (광주광역시 광산구 서창동 상무대로 714)
- 삼성디자인플라자 상무본점 (광주광역시 광산구 서창동 상무대로 732)
- 광주교통공사 (광주광역시 광산구 서창동 상무대로 760)
- 엔젤리너스 상무DT점 (광주광역시 광산구 서창동 상무대로 778)
- 전자랜드 파워센터 상무점 (광주광역시 광산구 서창동 상무대로 784)
- 타이어프로 상무점 (광주광역시 서구 치평동 상무대로 827)
- 스타벅스 광주상무DT점 (광주광역시 서구 치평동 상무대로 847)
- 한국타이어 T스테이션 광주서구점 (광주광역시 서구 치평동 상무대로 655)
- 농협 쌍촌동지점 (광주광역시 서구 치평동 상무대로 924)
- 광주가톨릭 평생교육원 (광주광역시 서구 치평동 상무대로 980)
- 농협 광주화정역지점 (광주광역시 서구 화정동 상무대로 1046)
- CU광주화정역점 (광주광역시 서구 화정동 상무대로 1052)
- 광주은행 서광주지점 (광주광역시 서구 화정동 상무대로 1071)
- 스타벅스 광주화정DT점 (광주광역시 서구 화정동 상무대로 1080)
- 파리바게뜨 광주화정역점 (광주광역시 서구 화정동 상무대로 1083)
- HD현대오일뱅크 상록주유소 (광주광역시 서구 농성동 상무대로 1180)